# Lanadelumab
Il lanadelumab, commercializzato sotto il nome di Takhzyro, è un anticorpo monoclonale che ha per target la callicreina e possiede un'attività inibitoria nei confronti di essa. È usato nella prevenzione della comparsa di angioedemi nei pazienti affetti da angioedema ereditario. Viene somministrato tramite iniezione sottocutanea e il suo uso è stato autorizzato solo in persone di almeno 12 anni di età.
I possibili effetti collaterali includono dolore nella sede dell'iniezione, infezioni delle alte vie aeree, cefalea, rash cutaneo, vertigini, mialgie e diarrea; in alcuni casi il farmaco può anche determinare reazioni allergiche. La sicurezza dell'anticorpo nelle donne incinte non è ancora stata confermata.
La commercializzazione del farmaco è stata approvata nel 2018 sia negli Stati Uniti d'America che nell'Unione europea. Nel Regno Unito, il costo a carico del National Health Service per ogni paziente che assume il lanadelumab è di circa 350 000 sterline all'anno.